# 江藤愛
江藤 愛（えとう あい、1985年11月14日 - ）は、TBSテレビの管理職アナウンサー。

## 経歴
- 大分県日田市[1]出身。日田市立三芳小学校[4]・日田市立東部中学校[5]・大分県立日田高等学校、青山学院大学文学部英米文学科卒業。大学卒業後の2009年、アナウンサーとして入社。同期入社のアナウンサーは田中みな実（現在はフリーアナウンサー・タレント・女優）。
- 2009年4月7日深夜放送の『アナCAN』で田中と共に「TBSテレビアナウンサー」として番組にデビュー[6]。
- 以降は生放送の帯番組（『はなまるマーケット』『ニュース探究ラジオ Dig』など）をレギュラーで担当することが多く、2014年4月からは『ひるおび!』の全曜日でアシスタントを務めた[7]。
- 2020年4月以降は、『ひるおび!』のアシスタントなどと並行しながら、「ライブスタッフ・えとちゃん」という名義で『CDTV ライブ!ライブ!』（月曜日の夜間に生放送の音楽番組）の進行を単独で担当。2021年春の人事異動で、2年先輩の井上貴博と共に、アナウンス職のまま「エキスパート特任職トップスペシャリスト」（アナウンスセンター内の課長に相当する役職）へ昇進した。ちなみに、人事発令時点での社歴は12年目で、TBSの女性アナウンサーとしては異例の早期昇進とされている[8]。
- 2021年の10月改編からは、木・金曜日に『THE TIME,』（平日早朝の生放送番組）で進行キャスターを務めながら、月 - 水曜日は『ひるおび』でアシスタントを続けている[9]。
- 2022年9月からは、『ひるおび』『CDTV ライブ!ライブ!』への出演と並行しながら、『THE TIME,』で「金曜司会」を担当[10]。TBSが全国ネット向けに制作する平日早朝の生放送番組の総合司会（MC）をレギュラーで任された女性は、『あさチャン!』（『THE TIME,』の前番組）で全曜日のMCを務めていた夏目三久（日本テレビ出身のフリーアナウンサー）以来2人目だが、TBSの現職女性アナウンサーからの起用は江藤が初めてである。
- 2023年には、世界陸上ブダペスト大会（8月19日 - 27日に開催）と第19回アジア競技大会（中華人民共和国の杭州市で9月23日 - 10月8日に開催）において、TBSテレビが日本の国内向けに制作する中継番組のメインキャスターを石井大裕（後輩のスポーツアナウンサー）と共同で担当している。世界陸上中継への出演は、同局が日本国内での放送権を最初に取得した1997年のアテネ大会から25年間（延べ13大会）にわたってメインキャスターを務めてきた織田裕二（俳優・歌手）と中井美穂（フリーアナウンサー）が、2022年のオレゴン大会で揃って卒業したことによる[11]。

## 人物・エピソード
- 趣味はパン作り、旅先から絵はがきを送ること、切手収集[1]。
- 免許・資格は実用英語技能検定2級、日本漢字能力検定2級、普通自動車運転免許証を持っている[1]。
- 好きな音楽はMr.Children、浜崎あゆみ[1]。2歳年上の姉と一緒に浜崎のライブを観に行ったり[12]、同じくTBSアナウンサーだった竹内香苗とはももいろクローバーZのライブを[13]、同期の田中みな実とはAKB48のライブを観に行くこともあった[14]。
- アナウンサーを志したきっかけは、中学生時代、当時フジテレビアナウンサーだった木佐彩子の笑顔に毎日励まされていたからだという[15]。
- 自身の尊敬するアナウンサーに、自局のOGで先輩の竹内香苗の名前を挙げている。
- 大分県立日田高等学校在学中には登山部のマネージャーを務めていた。
- 青山学院大学在学中の2006年には、準ミス青山および「ミススターフライヤー」に選ばれる[16][注 1]。
- また大学時代には日テレ学院アナウンスコース[18]、TBSアナウンススクールにも通っていた。同期入社だった田中とは共通項が多く、在籍した大学・学部・学科・ゼミが同じで2人とも準ミス青山に選ばれ（田中は2007年受賞）、TBSアナウンススクール生だった点共通している[19][20]。
- 「熱しやすく、冷めやすい」のがポリシーと宣言しており、飽きっぽい性格だという[21]。
- ラジオ『ザ・トップ5』出演時には、「清楚なルックスなのに食いしん坊」というギャップに多くのリスナーが魅了された[22][23]。
- 『みのもんたの朝ズバッ!』にレギュラー出演していた際、総合司会のみのもんたの「観光大使になっちゃいなさいよ」などの発言をきっかけに、日田市で初めての「“水郷ひた”観光親善大使」に任命される[24][25]。
- 2014年5月31日、国立霞ヶ丘競技場陸上競技場で開催されたファイナルイベント「SAYONARA国立競技場FINAL “FOR THE FUTURE”」にプライベートで参加。その時の様子が同日の『NHKニュース7』オープニング映像に映り込んだ。翌日の『爆笑問題の日曜サンデー』でこの事実を認めた上で「フジテレビからの取材申し入れもあった」事を明かしている[26]。
- 「音楽の話を始めると雄弁になる」とのことで、TBSテレビへの入社12年目を目前に控えた2020年3月30日からは、「時給900円のアルバイト・ライブスタッフ・えとちゃん」という設定で『CDTV ライブ!ライブ!』の進行を担当。「プライベートでは（番組の開始まで）10年間履いていなかった」というジーンズを衣装として着用するなどの演出と相まって、新境地を開拓している。本人によれば、「正しい情報を伝えるのが江藤アナウンサーで、『音楽が好き』という気持ちを伝えるのがえとちゃん」と割り切っているという[27]。なお、週の前半に『ひるおび!』・後半に『THE TIME,』を担当する2021年10月以降も、『CDTV ライブ!ライブ!』への出演を継続。

## 交友関係
- 小熊美香 - 入社年度は異なるものの同い年で交友がある。
- 宇賀なつみ - 同じTBSアナウンススクールに通っていた[28][29]。
- 福田萌 - 同じTBSアナウンススクールに通っていた[28][30]。
- 松村未央 - 同じ日テレ学院アナウンススクールに通っていた[18][31]。
- 三田友梨佳 - 同じ大学の後輩、同じアルバイト先の後輩[32]。
- 豊崎由里絵 - 同じ大学の後輩、同じアルバイト先の後輩[33]。

## 現在の担当番組
いずれも、TBSテレビが制作する全国ネット番組。
- ひるおび（アシスタント）
  - 隔週月・水曜日担当：2012年4月 - 2013年12月
    - 当時の先輩アナウンサーであった枡田絵理奈との隔週交代で出演。枡田は火・木・金曜日のアシスタントを毎週担当していた一方で、月・水曜日には『ひるおび!』（当時の番組タイトル）の時間帯に隔週ペースで他番組の収録に臨んでいたため、収録と重なる週のアシスタントを江藤が務めていた。なお、レギュラー出演を始める前の2010年9月6・7日にも、初代アシスタント・小倉弘子（先輩アナウンサー）の夏季休暇に伴ってアシスタントを代行。

  - 毎週月曜日担当：2014年1月 - 2014年3月（枡田は毎週火 - 金曜日を担当）
  - 毎週月 - 金曜日担当[7]：2014年3月31日 - 2021年9月30日
  - 毎週月 - 火曜日担当[9]：2021年10月4日 -
- CDTV ライブ!ライブ!（2020年3月30日 - ）- 進行（「ライブスタッフ・えとちゃん」名義）
- THE TIME,（2021年10月1日[9] - ） - 水・木曜日進行キャスター・金曜司会[10]
  - 5:20から放送を開始しているが、基本として冒頭の30分間には出演せず、5:50から登場。現在は放送終了したが、月 - 金曜日を通じて1日に2回放送されていた「今日の天使ちゃん」（視聴者からの動画投稿企画）では、スタジオに登場しない月 ・火曜日の放送分でもナレーションを担当していた。
  - 金曜日には2022年8月まで「進行キャスター」として出演していたが、諸般の事情で9月2日（放送上は9日）から総合司会（放送上の肩書は「金曜司会」）に昇格している[10]。
- スポーツ中継（世界陸上ブダペスト大会・第19回アジア競技大会中継番組のメインキャスター）
  - 上記大会の期間中には中継番組のメインキャスターに専念するため、生放送のレギュラー番組（『THE TIME,』『ひるおび』）には、開催地からの生中継で一部の時間帯にのみ出演。その一方で、『THE TIME,』では宇賀神メグ（本来は木曜以外の曜日のサブキャスター）[34]、『ひるおび』では皆川玲奈（本来は木・金曜日のアシスタント、いずれも後輩のアナウンサー）が本来の江藤の役割（スタジオでの進行役）を暫定的に担っている。

以下はいずれも、ナレーションに専念している番組。
- バナナマンのせっかくグルメ!!（スポットナレーター）
- シナモンと安田顕のゆるドキ☆クッキング

## 過去の担当番組

### テレビ

#### レギュラー出演
- アナCAN（2009年4月7日 - 9月22日）
- 早ズバッ!ナマたまご（2009年9月28日 - 2010年9月24日）
- みのもんたの朝ズバッ!（2009年9月28日 - 2010年9月24日）
- おもろゲ動画SHOW 投稿!1000000000ビュー（2010年10月13日 - 2011年3月23日）
- 夢!どうぶつ大図鑑（2011年10月22日 - 2012年3月17日、司会）
- Nスタ（2011年4月4日 - 9月29日 月曜 / 2011年10月3日 - 2012年3月23日 月・木・金曜サブキャスター / 2014年1月4日 キャスター[注 2]）
- ニュースバード1600（TBSニュースバード、月曜日担当、2012年4月2日 - 9月24日）
- JNNフラッシュニュース（2013年4月 - 9月 、隔週金曜日キャスター ※林みなほと隔週で担当）
- 女子アナの罰（不定期出演／2012年8月27日未明 - 2014年3月26日未明）
- はなまるマーケット（2010年10月6日 - はなまるアナ / 2012年10月1日 - 進行アナウンサー / 2013年4月2日 - 2014年3月28日、毎週火曜日進行アナウンサー）
- タビノバ 〜今、行きたかった日本へ。〜[注 3]（2015年1月 - 3月）
- Momm!!（2016年5月3日未明 - 2017年9月26日未明） - アシスタント ※月曜深夜
- 珍種目No.1は誰だ!? ピラミッド・ダービー（2016年4月24日 - 2018年3月11日） - 進行 [35]
- ペコジャニ∞!（2017年10月30日 - 2018年9月24日） - 進行
- 中居くん決めて!（2018年10月22日 - 2020年3月23日、進行）
- メイドインジャパン!（2019年4月15日 - 2020年3月23日、進行）[36]
- その他の人に会ってみた（2019年4月23日 - 2020年3月25日未明（24日深夜）、進行）
- 江藤愛のTBSチャンネルウィークリーナビ! → 江藤愛のTBSチャンネルガイド（TBSチャンネル、2012年3月19日 - 2018年3月）
- レゴ マスターズ JAPAN（2023年5月27日 - 2023年8月5日、毎週土曜日16:30 - 17:00） - ナレーター[37]
  - 『Lego Masters』 - 世界18か国で放送中のレゴグループ公認番組の日本版に当たる10回シリーズの公開収録番組で、百田夏菜子（ももいろクローバーZ）がMC、井上貴博が進行を担当。
- From TBS（関東ローカル向けの番宣番組） - 一部のバージョンでナレーター担当

#### 単発番組など
- オールスター感謝祭（リポーター）
  - '09秋 超豪華!クイズ決定版（2009年10月3日）
  - '10春 超豪華!クイズ決定版（2010年4月3日）
  - '10秋 超豪華!クイズ決定版（2010年10月2日）
  - '13春 5時間半全国一斉生テストSP!!（2013年3月30日）
  - '13秋 芸能界No.1チーム決定戦!（2013年9月28日）
  - '14秋 アノ話題の人がナマで大暴れSP（2014年10月4日）
  - もうすぐオールスター感謝祭[注 4]（2013年3月30日、司会）
- DOORS 2009厳冬（2009年12月28日、リポーター）
- 輝く!日本レコード大賞（毎年12月30日、本編のアシスタント）
  - 第57回（2015年）
  - 第58回（2016年）
  - 第59回（2017年）
  - 第60回（2018年）
  - 第61回（2019年）
  - おめでとう!第51回日本レコード大賞[注 5]（2009年12月30日、司会）
  - まもなく第52回輝く!日本レコード大賞[注 6]（2010年12月30日、司会）
- THE NEWS（2010年2月17日、関東ローカル枠）
- CDTVスペシャル 年越しプレミアライブ（司会）
  - 2010→2011（2010年12月31日 - 2011年1月1日）
  - 2014→2015（2014年12月31日 - 2015年1月1日）
  - 2015→2016（2015年12月31日 - 2016年1月1日）
  - 2016→2017（2016年12月31日 - 2017年1月1日）
- 春サカス2012〜こども元気ひろば〜超人気子役が大集合!春サカスはじまるよ!![注 7]（2012年3月20日、司会）
- 世紀のワイドショー!ザ・今夜はヒストリー（不定期）
- 芸能ワイドSHOW!空白の1週間を初出し（2013年1月4日、進行）
- SASUKE RISING 2013（2013年6月27日、リポーター）
- 夏の決戦!参院選2013 ニッポンのよあけ（2013年7月22日、司会 ※中西哲生と共に）
- 究極の男は誰だ!?最強スポーツ男子頂上決戦III（2013年12月29日、リポーター）
- プレバト!!（2014年1月16日・2月20日・3月6日、アシスタント ※いずれも枡田絵理奈不在時の代役）
- 水トク!「年収格差別!お金バラエティ ピラミッド」（2014年3月12日、進行）
- いっぷく!（2014年3月31日 - 2015年3月27日、提供読み）
- それ行け!日本語ティーチャーズ（2014年4月4日、司会）
- 緊急!公開大捜索SP〜失踪…記憶喪失…事件…今夜あなたが解決する〜（2014年12月29日、進行）
- スパニチ!!「珍種目No.1が決まる! ピラミッド・ダービー」（2015年12月26日、進行）
- 緊急!公開大捜索SP2015～失踪…記憶喪失…事件…今夜アナタが解決する～（2015年12月28日、進行）
  - 緊急!公開大捜索‘17春「ボクは誰なのか?教えて…」記憶喪失・失踪者SP（2017年2月1日、進行）
- 音楽の日（各回23:45以降の部の番組進行だが、2020年・2021年・2023年は23:45以降の部が行われなかったため全体の番組進行。2021年3月は一部VTRのナレーション。2022年は中居正広の代役MC）
  - 2016（収録パート／2016年7月16日 - 17日）
  - 2017（2017年7月15日 - 16日）
  - 2018（2018年7月14日 - 15日）
  - 2019（2019年7月13日 - 14日）
  - 2020（2020年7月18日）
  - 2021.3.11（2021年3月11日）
  - 2021（2021年7月17日）
  - 2022（2022年7月16日）
  - 2023（2023年7月15日）
- CDTVスペシャル!ハロウィン音楽祭（2017年10月、企画コーナー「ものまねホームパーティ」進行）
- ドラフト緊急生特番!お母さんありがとう→速報!ドラフト会議 THE運命の一日（2017 - 2019年／2021年・2022年、進行）
  - 月曜日に初めて編成された2020年（『お母さんありがとう』というタイトルでは最後の年）には、『CDTV ライブ!ライブ!』が後枠に組まれていたため、後輩アナウンサーの日比麻音子が進行を務めていた。
  - 『速報!ドラフト会議 THE運命の一日』と改題した2021年（10月11日＝月曜日放送分）には、日比が放送の直前まで『Nスタ』に「ニュースプレゼンター」（当時）として出演していたことなどから、杉山真也（『THE TIME,』を共に進行する先輩アナウンサー）とのコンビで進行を再び担当。番組のテーマであるプロ野球ドラフト会議が2019年以来3年振りに木曜日の開催へ戻った2022年には、『お母さんありがとう』時代の2019年までと同じく、単独で進行を務めている。
- CDTVスペシャル!クリスマス音楽祭（進行）
  - 2017（2017年12月25日）
  - 2018（2018年12月24日）
  - 2019（2019年12月23日）
- CDTV祝25周年SP（2018年4月7日、アシスタント）
- JNNふるさと紀行「天領・水郷の町～大分県日田市」（BS-TBS、2012年2月26日）
- 音ボケPOPS（BS-TBS、2013年10月6日 - 10月20日、アシスタント）
- TBS女子アナ 日本歴史探訪（TBSチャンネル、初回放送2013年11月24日・2014年3月30日・2014年4月28日）
- 新春特別番組「お正月も、やるんちゃんねる!～大分ロケだよ回～」（大分放送、2020年1月1日、ゲスト出演）
- 中居正広の金曜日のスマイルたちへ（2023年4月7日・14日、進行 ※後輩アナウンサーの若林有子不在時の代役）
- ゴールデングランプリ陸上2023横浜（2023年5月21日）
  - 世界陸上ブダペスト・第19回アジア競技大会中継のメインキャスターへ起用されたことを背景に、等々力陸上競技場（神奈川県川崎市）からの競技中継を石井とのコンビで進行したほか、一部選手へのインタビューを単独で担当。
- プロ野球ドラフト会議2023（2023年10月26日）[38]

#### テレビドラマ
- 日曜劇場
  - 新参者 第九章「民芸品店の客」（2010年6月13日） - TBSラジオアナウンサー 役
  - 獣医ドリトル第8話・最終話（2010年12月12・19日）
  - 安堂ロイド〜A.I. knows LOVE?〜 第4話（2013年11月3日） ‐ テレビキャスター 役
  - 超緊急ドラマ特別企画・下町ロケット〜最終章〜（2015年12月20日） ‐ 弁護士秘書 役
  - 99.9-刑事専門弁護士- 第9話・第10話（2016年6月12日・19日） ‐ ニュースキャスター役
  - IQ246〜華麗なる事件簿〜（2016年） ‐ 江藤愛（本人役）
  - 半沢直樹第2シーズンダイジェスト（2020年7月19日 - 9月27日）- ナレーション（動画配信）
  - 天国と地獄〜サイコな2人〜 最終話（2021年3月21日） ‐ アナウンサー役
- 東野圭吾ミステリー 新春ドラマ特別企画 赤い指～「新参者」加賀恭一郎再び!（2011年1月3日） ‐ アナウンサー役
- ハンチョウ〜警視庁安積班〜 第1・2話（2012年4月9・16日、清水陽菜役）
- ウロボロス〜この愛こそ、正義。（2015年1月23日、TBS）
- ハロー張りネズミ（2017年） ‐ 江藤愛（本人役）
- 十津川警部シリーズ (内藤剛志)（2017年） - 江藤愛（本人役）
- 俺の家の話 第九話（2021年3月19日、TBS） - 江藤愛（本人役）
- この初恋はフィクションです 第7・13話（2021年10月21日・11月2日） - 社会科教諭役
- マイファミリー 第9話（2022年6月5日、TBS）
- 君の花になる 第8話（2022年11月29日、TBS） - えとちゃん（本名：江藤愛）（本人役）

#### テレビアニメ（声優としての出演）
- カミワザ・ワンダ 第2話（2016年4月30日、OL役）

### 映画
- 64-ロクヨン- 前編（2016年5月7日） - お天気キャスター役

### ラジオ
- アベコーのモリもりトーク（2010年10月9日 - 2011年4月2日）
- 日本列島ほっと通信（2011年4月4日 - 2012年3月30日）
- ニュース探究ラジオ Dig（木・金曜担当、2011年10月6日 - 2013年3月29日）
- 残業支援系ランキングトークバラエティ ザ・トップ5（金曜日担当パーソナリティー、2013年10月4日 - 2014年3月21日）
- 万田発酵 presents 朝ドレ情報いちばん（アシスタント、2013年10月6日 - 2016年3月27日）
- 田中雄介・江藤愛のハートフルモーニング（2016年4月3日 - 9月25日）
- 渡邊剛の週末ハートカルテ（2017年4月1日 - 2018年9月29日）[39]
- 爆笑問題の日曜サンデー（アシスタント、2010年4月26日 - 2020年3月22日）
  - 2010年5月2日から9月12日までは毎月第2週、2010年10月3日から2012年9月までは第1・2週、2012年10月7日以降は第5週以外の週に出演[40]。レギュラー出演を終えた後も、2020年9月6日の「サンデーマナブくん」（16時台のコーナー）に「ゲスト」で登場した[41][42]。

単発番組・出演など
- ライムスター宇多丸のウィークエンド・シャッフル（2011年3月12日、特別編成版により急遽サポート役として主に情報アナウンスを担当）
- プレシャスサンデー
  - 岡村仁美 プレシャスサンデー（2012年8月12日。岡村仁美夏季休暇時の代理パーソナリティ）
  - 吉田明世 プレシャスサンデー（2013年9月22日。吉田明世夏季休暇時の代理パーソナリティ）
- 赤江珠緒 たまむすび（2012年9月27日・2013年10月29日・2014年12月30日。いずれも赤江珠緒の代理パーソナリティ）
- 荒川強啓 デイ・キャッチ!（2013年9月10 - 12日、2014年9月30日・10月1日・10月3日、2015年9月14日・16日 - 18日、2015年11月30日・12月2・4日。いずれも片桐千晶夏季休暇[注 8]時の代理アシスタント）
- 菊地成孔の粋な夜電波（2012年7月1日以降、ショートコントの演者として度々登場）
- ジェーン・スー相談は踊る（2014年4月19日・7月5日・9月13日、2015年3月28日・10月10日、2016年4月2日　代行MC）
- 都市型生活情報ラジオ 興味R（2017年7月10日・8月7日　週替わりアシスタント）
- FM補完中継局（TBSラジオ墨田放送局・90.5 MHz）の試験放送のステーションID－局名告知（2015年10月5日 - 12月7日）
- 江藤愛とゆかいな現場たち（2018年3月28日[43]）

## 連載
- 江藤愛のラブリーちゃんねる（JCNケーブルテレビマガジン（ジャパンケーブルネット）、2012年4月号〜2014年3月号。実際はTBSチャンネルの広告の一部）